# 北青山D.CLINIC
北青山Ｄ.CLINICは、東京大学医学部附属病院第一外科出身の阿保義久が、2000年に東京都渋谷区に開設したパーソナル総合医療クリニック。同クリニックは東京大学や慶應義塾大学の医学部を卒業した医師達が中心となり、それぞれ異なる専門性を連携させながら患者ごとに合わせたパーソナル医療を提供している。
再生医療や癌遺伝子治療、日帰り手術などを得意とする院長を筆頭に、ヘルニアレーザー治療を行う脳神経外科専門医、消化器専門医による内視鏡検査など、それぞれの医師が自らの得意分野や専門領域を担当する、チーム医療を実践している。
保険診療と自費診療の療法に対応しており、患者の症状や癌の状態、ライフステージといった様々な条件を複合的に考慮した上でオーダーメイドのパーソナル医療プランを提案するクリニックである。
なお2024年現在、先端医療である再生医療（自家脂肪由来間葉系幹細胞）は、2019年4月に厚生労働省許認可を得て「加齢に伴う身体的生理的機能低下」「スポーツ外傷、加齢等による運動器障害」「動脈硬化症」「慢性疼痛」「認知機能障害」「神経変性疾患」「慢性呼吸障害」「心不全」「慢性腎臓病（CKD)」「肝硬変、肝繊維症等の肝機能障害」「炎症性腸疾患」「動脈瘤」「糖尿病」「不妊症」「脱毛症」の15疾患に対して提供しており、「がん遺伝子治療（CDC6 RNAi）」に関しては2009年より提供している。

## 沿革
北青山Dクリニック
- 2000年8月22日　「北青山Dクリニック」を医療機関として登録、診療開始。[4]
- 2002年3月29日　「株式会社アークワイズ」（MS法人）設立。
- 2003年7月15日　「Dクリニック フォーラム」開設。
- 2004年2月17日　「医療法人社団DAP」を設立、「北青山Dクリニック」と「Dクリニックフォーラム」を統括。[5][6]
- 2007年9月12日　「NPO法人ドクターズネットワーク（臨床・医学研究において機能する医師陣が自ら信頼する医師のネットワーク）」を設立。[7]
- 2010年7月5日　「Dクリニック アケラ」設立、手術やドックのユニットを拡張。
- 2018年2月1日　「北青山Dクリニック特定認定再生医療等委員会」設立。[8]
- 2019年2月4日　「Dクリニック フォーラム」、「Dクリニック アケラ」を「北青山Dクリニック」に統合。
- 2021年9月　　　「北青山Dクリニック」診療スペース拡張。ARK WISE BLDG. の1～6Fを医療機関として活用。

## 在籍医師の主な著書[9][10]
阿保義久 著
- 『脚と血管のアンチエイジング―下肢静脈瘤最先端レーザー治療とキレーション療法』（本の泉社、2006年年7月）
- 『がん細胞を正常細胞に戻すCDC6 shRNA治療』（アイシーアイ出版、2011年9月）
- 『下肢静脈瘤が消えていく食事 足の血管のコブを防ぎ治す特効レシピ』（マキノ出版、2011年9月）
- 『アンチ・エイジング革命』（講談社、2011年9月）
- 『下肢静脈瘤治療―日帰り・レーザー・根治』（医学舎、2015年2月）
- 『尊厳あるがん治療 CDC6 RNAi療法』（医学舎、2018年1月）
- 『若さを保つ〈からだ〉のバイブル』（SBクリエイティブ、2018年1月）
- 『「老け手」解消!手・腕に浮き出る血管はこうして改善する』（PHP研究所、2020年2月） 共著・監修
- 『コロナの時代のアンチエイジング』（株式会社アークワイズ、2022年2月）他

泉雅文 著
- 『切らずに日帰りで治す椎間板ヘルニア』（医学舎、2016年5月）